# زیست‌شناسی زادآوری جغد جنگلی

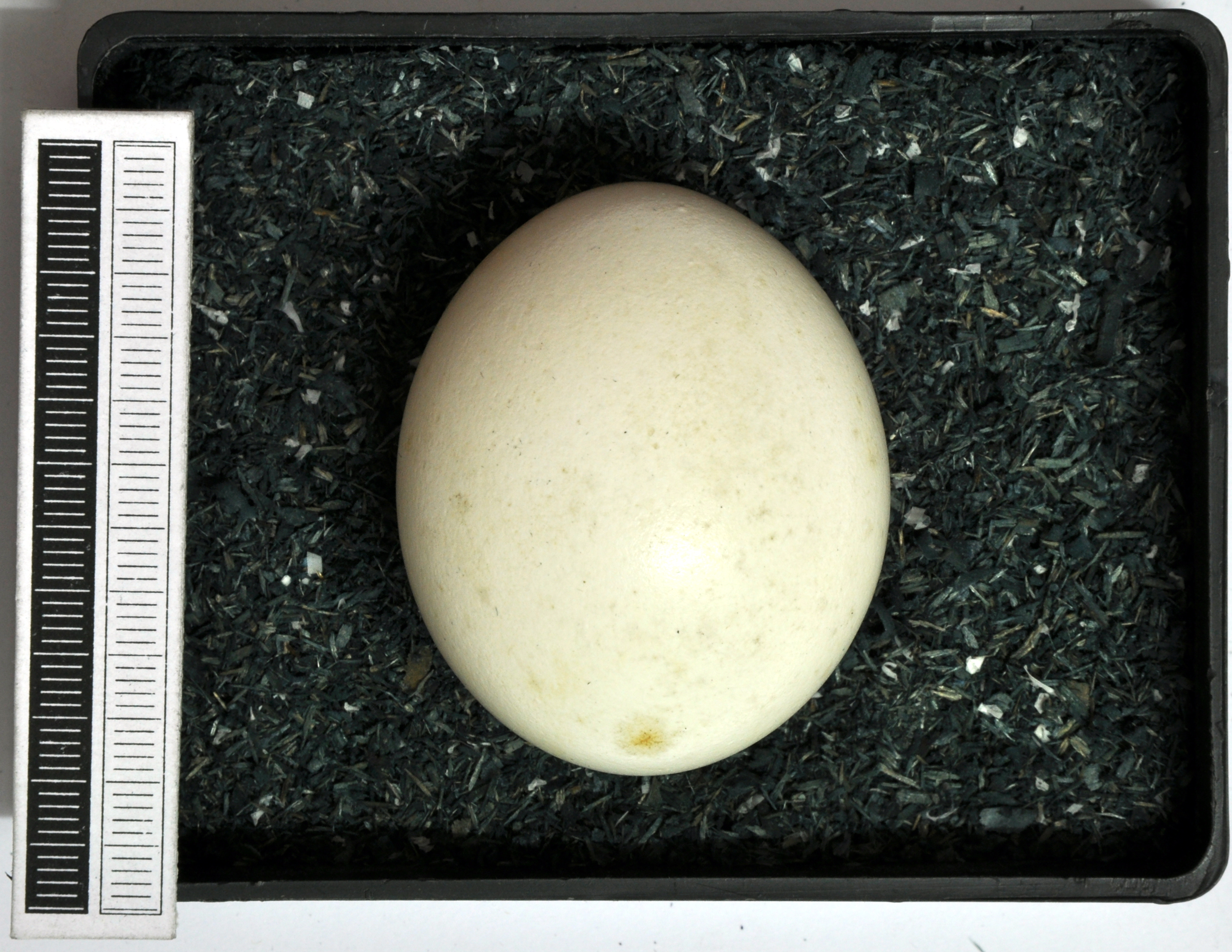
تخم، موزه مجموعه ویسبادن، آلمان

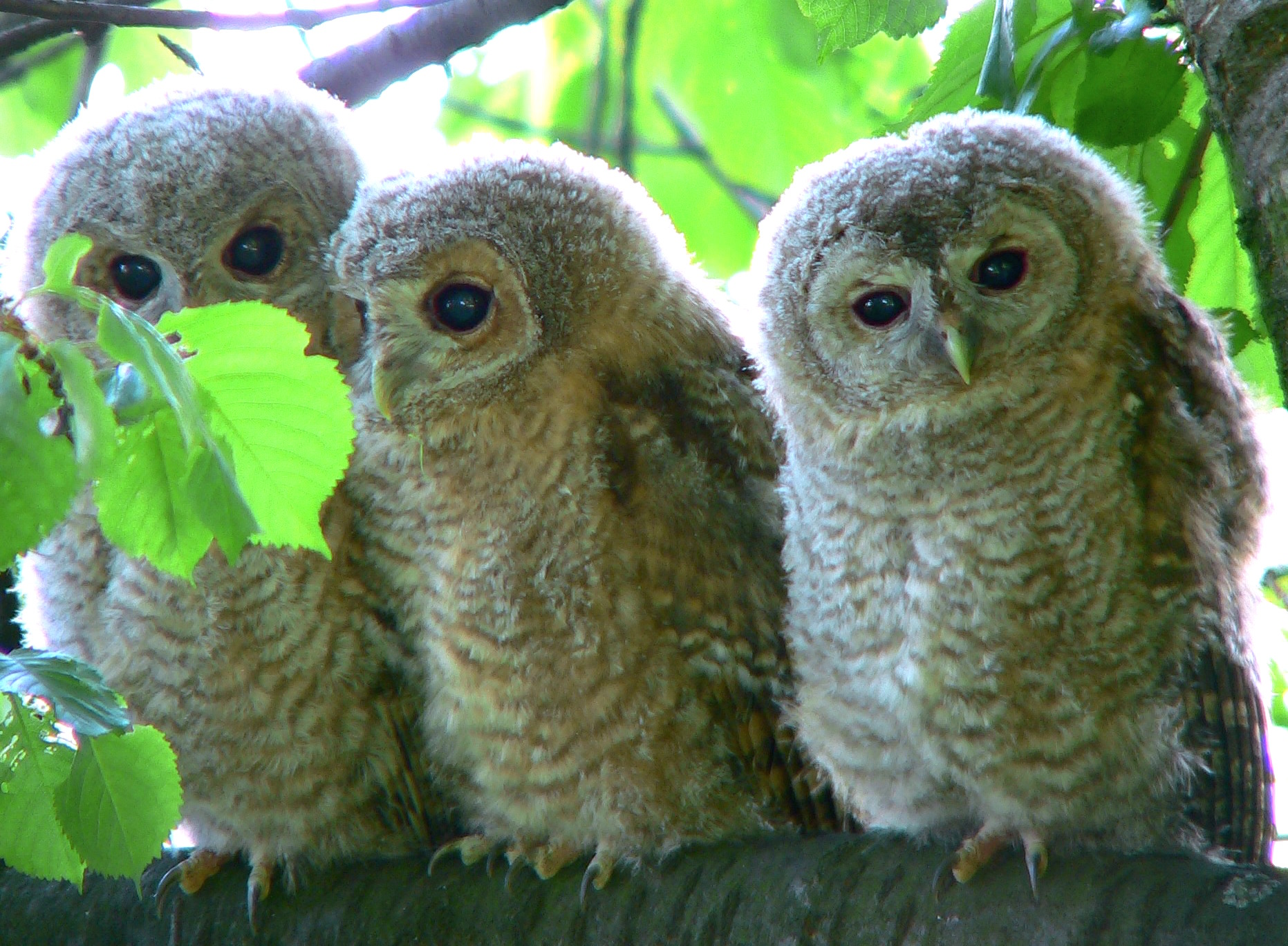
جوان‌ها پیش از مرحله پرواز لانه را ترک می‌کنند.

جغدهای جنگلی در هر سال تک‌همسر و قلمروطلب هستند. پرندگان جوان مناطقی را انتخاب می‌کنند و در پاییز به دنبال جفت می‌گردند و به خصوص نرها بسیار خوش‌صدا هستند. به دلیل رفتار بسیار قلمروطلبی خود، پرندگان جوان اغلب برای ایجاد یک قلمرو تلاش می‌کنند، مگر اینکه یک فرد بالغ در آن نزدیکی بمیرد. نرها به‌طور معمول در دعواهای سرزمینی شرکت می‌کنند. شناخته شده‌است که قلمروها به مدت ۱۰ سال در روسیه و ۱۳ سال در برلین توسط افراد تکی نگهداری می‌شدند. از ۳۴ نر در وایتام، تنها یک نر به دلیل مزاحمت توسط انسان از قلمرو خارج شد. به نظر می‌رسد که انتخاب مرزهای قلمرو تا حد زیادی به عهده نرها است. علیرغم رفتار سرزمینی یادشده، لانه‌های فعال دو جفت جداگانه در نزدیکی ۱۰۰ متر (۳۳۰ فوت)، در جنگل تگل گزارش شده‌است. این گونه مراقبت فزون‌جفتی بسیار کمی از خود نشان می‌دهد. به عنوان مثال، در سوئیس، مطالعه‌ای بر روی ۱۳۷ لانه‌گزینی نشان داد که تنها یک یا ۰٫۷ درصد آنها از پدری متفاوت از جفت بوده‌است، ماده‌ها به‌طور کلی نمی‌توانند بدون مشارکت نر جوان‌ها را بزرگ کنند، بنابراین ساختار جفتی این جغدهای بسیار ساکن، نمونه کمی از بی‌غیرنی را تضمین می‌کند. موارد دوهمسری در ۶ مورد از ۳۴ نر در وایتام گزارش شد، در شرایطی که ظاهراً یک نر همسایه مرده بود و سپس به آن پسوند شد، با این حال، هر بار یکی از تلاش‌های لانه‌سازی به‌طور کامل شکست می‌خورد. در پاویا، ۳ منطقه از ۲۲ منطقه شامل دو ماده بالغ بود.